# الإمبراطورية النمساوية المجرية
الإمبراطورية النمساوية المجرية (تسمى أيضًا اختصارا النمسا-المجر) ولدت مع تسوية عام 1867 (بالألمانية: Ausgleich) بين نبلاء المجر والملكية الهابسبورغية في محاولة للحفاظ على الإمبراطورية النمساوية القديمة التي ولدت في عام 1804. تمتعت داخلها مملكة المجر بسياسة ذاتية الحكم على عدة صُعُد (خصوصاً في العلاقات الدبلوماسية والدفاع). في حين كان آل هابسبورغ أباطرة للنمسا وملوكًا للمجر. كان الاسم الكامل للدولة «الممالك والأراضي ممثلة في المجلس الإمبراطوري وأراضي تاج القديس ستيفانوس».
بلغت مساحة الإمبراطورية 680.000 كيلومترًا مربعًا وعدد سكانها عام 1910 52 مليون نسمة. عاصمتها فيينا، المدينة التي قفز عديد قاطنيها من 440.000 ساكن عام 1840 إلى 2.200.000 عشية الحرب العالمية الأولى لما كانت ثالثة كبريات المدن في أوروبا. كان للنمسا والمجر دستوران وبرلمانان ووزارات منفصلة (كانت بودابست عاصمة المجر).
اشترك الملك والوزارات بالمسؤولية عن السياسة الخارجية والاقتصادية والعسكرية. ووُجد إلى جانب الجيش الإمبراطوري الملكي المشترك جيش وطني نمساوي (Landwehr) وآخر مجري (Honvéd). وقد نظمت تفاهمات عشرية قابلة للتجديد القضايا المالية (مثل تقاسم النفقات المشتركة) والتجارية. بقاءها إمبراطورية متعددة الأعراق في عصر صحوة قومية قوي، جعلها تعاني باستمرار من النزاعات بين المجموعات العرقية الأحد عشر التي يتألف منها. ورغم الخصومات الإثنية خلال سنين عمرها الخمسين، شهدت الإمبراطورية نموًا اقتصاديًا سريعًا وتحديثًا ملحوظًا، إضافة إلى العديد من الإصلاحات الليبرالية.

## التاريخ
منذ منتصف القرن التاسع عشر، بحث الإمبراطور فرانز جوزيف عن حل لإعادة السلام للأمة المجرية عندما اندلعت عام 1866 ما تعتبر أول حرب خاطفة في التاريخ، ألا وهي الحرب البروسية النمساوية، والتي خرجت النمسا منها مهزومة - بعد معركة سادوفا – في نفس تلك السنة؛ فقد غزا البروسيون بوهيميا في غضون بضعة أسابيع وهددوا العاصمة النمساوية مجبرين آل هابسبورغ على التوقيع الاستسلام. إثر الحرب استئنفت المفاوضات لتسوية الأوضاع مع الأمة المجرية، وقد قادها العديد من السياسيين ورجال الدولة ومن بينهم دياك وبيوست وغيولا أندراسي الذين لعبوا دورًا رئيسيًا في التوصل إلى حل وسط بين النمسا والمجر.
توصلت الأُمتان لاتفاق سنة 1867 وتم توقيع التفاهم (Ausgleich)، الذي قسـّم الدولة الهابسبورغية إلى إمبراطورية النمسا ومملكة المجر المتحدتان سياسيًا، ولكنهما من حيث هي قضايا داخلية كيانان منفصلان.
بالهزيمة أمام بروسيا فقدت النمسا أي تأثير على الدول الألمانية وعلى الاتحاد الجرماني، الذي اجتمع تحت قيادة البروسيين، فاضطرت الإمبراطورية النمساوية المجرية إلى تغيير سياستها التوسعية من ألمانيا إلى منطقة البلقان حيث يوجد صراع مصالح مع روسيا. دفعت هذه الأحداث والحاجة إلى تحالف مضمون الإمبراطورية النمساوية المجرية لتشديد الحلف الثلاثي مع الإمبراطورية الألمانية وإيطاليا.

### الحرب العالمية الأولى
في أعقاب اغتيال الأرشيدوق فرانز فرديناند عام 1914 بسراييفو، انفجرت الحرب العالمية الأولى، وانقسمت الدول الأوروبية نتيجة لنظام معقد من التحالفات إلى دول قوات المركز (النمسا-المجر، ألمانيا)، والدول الغربية الأخرى (فرنسا، والمملكة المتحدة وإيطاليا) وروسيا.
حققت الجيوش النمساوية المجرية والألمانية المتحالفة العديد من النجاحات الأولية على الجبهتين الرئيسيتين للصراع وهي الغربية ضد فرنسا وانكلترا وتلك الشرقية ضد روسيا، ولكن في الغرب ما كان ينبغي أن يكون حربًا خاطفة تحول إلى حرب خنادق مـُنهـِكة؛ وأدى دخول إيطاليا الحرب إلى تفاقم الموقف النمساوي المجري، ولكن انتهاء التهديد الروسي بسقوط ال رومانوف، واضطرابات ما قبل الثورة سمحت لألمانيا والنمسا-المجر بالقيام بتركيز تعزيزات ضخمة على الجبهة الإيطالية وكسب المواجهة قرب كابوريتو مبتدءين هجومًا كان يمكن أن يكون حاسمًا، ولكن أزمات الإمبراطورية الداخلية أحبطت ذلك والتي قوضت الجيش الإمبراطوري-الملكي. توفي فرانس جوزيف في العام 1916، وخلفه كارل الأول.
هكذا ظلت الجيوش الإمبراطورية محصورة لوقتٍ طويل داخل حدودها من جانب الحلفاء وبريطانيا وإيطاليا كما فـُرض عليها حصارًا بحريًا فعالًا. تسبب عدم القدرة على كسر هذا التطويق بمشاكل خطيرة بالإمدادات وبنقص بالغذاء والمواد الخام الأمر الذي بدأ يـُشعر به على الجبهة وبين المدنيين. قبل أن تحسم الهزائم العسكرية الصراع، اندلعت النزاعات بين المجموعات العرقية (في الإمبراطورية النمساوية المجرية) والصراع بين الطبقات الاجتماعية (في ألمانيا) في كلا البلدين الذين أخطآ حسابات المجهود الحربي، وقد تحوّل ذلك في الإمبراطورية النمساوية المجرية إلى ثورات حقيقية؛ وفعلًا اختارت القوميات العديدة المكونة للإمبراطورية إعلان استقلالها.
أجبرت تلك الثورات والهزيمة بمعركة فيتوريو فينيتو النمسا على توقيع الهدنة في عام 1918، بيد أنها أخفقت في حل المشاكل البلاد الداخلية. اضطر كارل للرحيل إلى المنفى، وتم تقسيم أملاك الهابسبورغيين نهائيًا إلى جمهوريات مستقلة.
تم تفكيك الإمبراطورية النمساوية المجرية في عام 1918 بعد نهاية الحرب العالمية الأولى. وكان آباطرتها: الإمبراطور فرانس جوزيف الأول هابسبورغ اللورين (في الفترة من 1867 إلى 1916) والإمبراطورة إليزابيث (من 1867 إلى 1898)، تبعها الإمبراطور تشارلز الأول إمبراطور النمسا (من 1916 إلى 1918).
الأقاليم التي انتمت إلى الإمبراطورية النمساوية المجرية تشكل حاليًا جزءًا من (أو كامل أراضي) ثلاث عشرة دولة في أوروبا هي:
- النمسا
- المجر
- تشيكيا
- سلوفاكيا
- سلوفينيا
- كرواتيا
- البوسنة والهرسك
- صربيا[ ؟ ] (فويفودينا)
- إيطاليا (ترينتينو ألتو أديجي وفينيتسيا جوليا الإيطالية وفريولي الشرقية)
- الجبل الأسود (خليج كوتور)
- رومانيا (ترانسيلفانيا، بناتو الشرقية وبوكوفينا الجنوبية)،
- بولندا (غاليسيا الغربية)،
- أوكرانيا (روتينيا وغاليسيا الشرقية وبوكوفينا الشمالية).

## الهيكلية

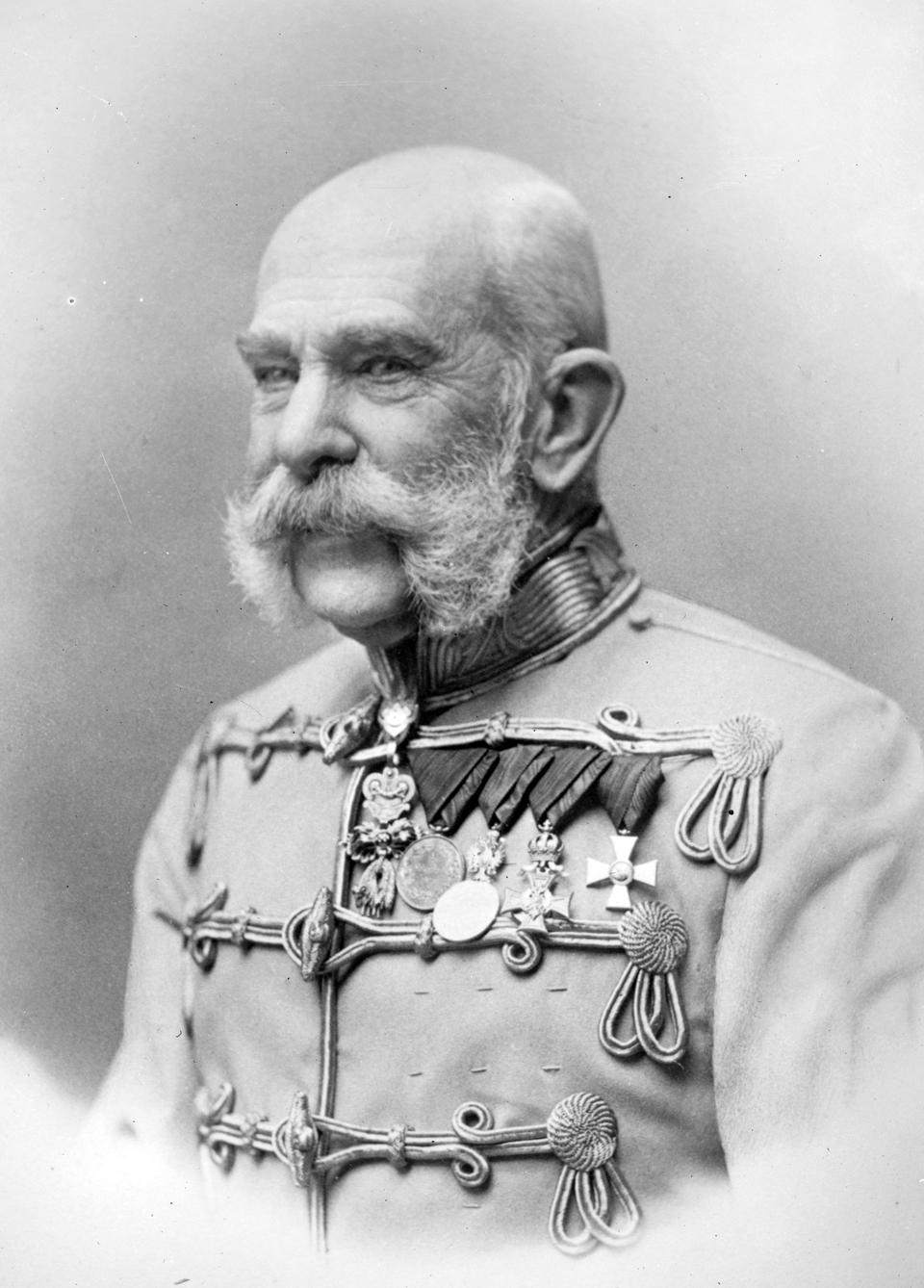
الإمبراطور فرانسيس جوزيف

حولت التسوية أراضي هابسبورغ إلى اتحاد حقيقي بين الإمبراطورية النمساوية («الأراضي الممثلة من قبل المجلس الإمبراطوري» أو سيسليثانيا) في النصف الشمالي والغربي ومملكة المجر («أراضي تاج القديس ستيفن» أو ترانسليثانيا) في النصف الشرقي. وتشارك النصفان ملكًا مشتركًا حكم بصفته إمبراطور النمسا على النصف الغربي والشمالي وبصفته ملكًا على المجر في النصف الشرقي. كانت العلاقات الخارجية وشؤون الدفاع تدار بشكل مشترك وشكّل البلدان أيضًا اتحادًا جمركيًا. جرى التعامل مع الوظائف الأخرى للدولة بشكل منفصل من قبل كل من الدولتين.
تمتعت بعض الأقاليم، مثل غاليسيا وسيسليثانيا وكرواتيا داخل ترانسليثانيا، بمكانة حكم ذاتي، وكان لكل منها هياكلها الحكومية المختلفة.
كان التقسيم بين النمسا والمجر ملحوظًا إلى درجة أنه لم يكن ثمة مواطنة مشتركة: فقد كان المرء إما مواطنًا نمساويًا أو مواطنًا مجريًا، إلا أنه لم يكن الاثنين قط. وقد عنى ذلك أيضًا أنه كان هناك دائمًا جوازات سفر نمساوية وهنغارية منفصلة، ولم يكن ثمة جواز سفر مشترك. وعلى الرغم من ذلك، لم تستخدم جوازات السفر النمساوية ولا المجرية في مملكة كرواتيا سلوفينيا. وعوضًا عن ذلك، أصدرت المملكة جوازات سفر خاصة بها كُتبت إما بالفرنسية أو بالكرواتية، وكان يظهر عليها شعار النبالة لمملكة كرواتيا وسلافونيا ودالماتيا. وتمتعت كرواتيا سلافونيا أيضًا باستقلالية تنفيذية في ما يتعلق بالتجنيس والمواطنة، التي عُرّفت لمواطني المملكة بأنها «الجنسية المجرية الكرواتية». ولا يُعرف نوع جوازات السفر التي استُخدمت في البوسنة والهرسك، التي كانت تحت سيطرة كل من النمسا والمجر.
حافظت مملكة المجر دائمًا على برلمان منفصل، البرلمان العام، حتى بعد إنشاء الإمبراطورية النمساوية في عام 1804. وظلت إدارة وحكومة مملكة المجر (حتى الثورة المجرية عام 1848-1849) على حالها إلى حد بعيد من خلال الهيكلية الحكومية للإمبراطورية النمساوية الشاملة. ظلت هياكل الحكومة المركزية في المجر تتمتع باستقلال جيد عن الحكومة الإمبراطورية النمساوية. كانت البلاد محكومة من قبل مجلس ملازم المجر (الغوبيرنيوم)، الذي كان مقره يقع في بريسبورغ وفي وقت لاحق في بيست، ومن قبل مستشارية الديوان الملكي المجري في فيينا. عُلق عمل الحكومة والبرلمان المجريين بعد الثورة المجرية لعام 1848 واستؤنف عملهما بعد التسوية النمساوية المجرية في عام 1867.
بالرغم من أن النمسا والمجر كانتا تتشاركان عملة واحدة، فقد كانتا كيانين مستقلين ويتمتعان بسيادة مالية. ومنذ بدايات الاتحاد الشخصي (انطلاقًا من العام 1527)، كانت حكومة مملكة المجر تحتفظ بميزانيتها المستقلة والمنفصلة. وبعد ثورة عام 1848-1849 دُمجت الميزانية المجرية مع الميزانية النمساوية، ولم تحصل المجر على ميزانية مستقلة إلا بعد تسوية عام 1867. منذ العام 1527 (عام إنشاء الاتحاد الشخصي الملكي) حتى عام 1851، حافظت مملكة المجر على قوانينها الجمركية الخاصة، التي فصلتها عن الأجزاء الأخرى الخاضعة لحكم آل هابسبورغ.

## العلم
لم تمتلك الإمبراطورية النمساوية المجرية علمًا مشتركًا موحدًا. وبما أنّ النظام الملكي كان مزدوجًا يتكون من دولتين ذات سيادة، لم يكن من الممكن وجود "علم وطني" واحدًا يجمعهما.
مع ذلك، تم استخدام علم النمسا، الخاص بسلالة هابسبورغ الحاكمة، في بعض الأحيان كعلم "وطني" بحكم الأمر الواقع. كما تمّ تقديم راية مدنية مشتركة في عام 1869 للسفن المدنية.
حتى عام 1918، استمر أسطول كوك الحربي في استخدام الراية النمساوية التي تمّ تبنيها عام 1786. وبالمثل، حملت أفواج جيش كوك رايات النسر المزدوج التي كانت مستخدمة قبل عام 1867، والتي تميزت بتاريخ عريق في العديد من الحالات.
ولكن، لم يتمّ تنفيذ الرايات الجديدة التي تمّ تصميمها عام 1915 بسبب اندلاع الحرب العالمية الأولى.
وفي المناسبات الرسمية، تمّ استخدام كلّ من اللونين الأسود والأصفر، اللذان يميّزان علم النمسا، إلى جانب الألوان الثلاثة المجرية (الأحمر والأبيض والأخضر).
تميزت الإمبراطورية النمساوية المجرية، التي اتّحدت عام 1867، بتركيبة سياسية معقدة انعكست على أعلامها. مثّلت النمسا بعلمها الأسود والأصفر، بينما لم يكن للمجر علم خاص بها على مستوى الدولة. نصّت التسوية الكرواتية المجرية على وجوب استخدام علمي كرواتيا والمجر معًا في جميع الشؤون المشتركة، مثل جلسات البرلمان الهنغاري الكرواتي في بودابست. اتّسم المشهد في فيينا بتنوع أكبر، حيث رفعت أمام قصر شونبرون علمي سيسليثانيا (النمسا) باللونين الأسود والأصفر، وترانسليثانيا (المجر) المكون من علمي كرواتيا والمجر. اعتمدت المجر علمًا ذو ثلاثة ألوان (الأحمر والأبيض والأخضر) مزينًا بشعار النبالة المجري، واستُخدم هذا العلم أحيانًا لتمثيل كامل أراضي التاج المجري. تمّ تصميم علم "مزدوج" مدني يجمع بين علمي النمسا والمجر، واستخدم كرمز "لهوية الشركة" ورفع على القنصليات. اتّبعت البعثات الدبلوماسية قواعد محددة لرفع الأعلام. رفعت المفوضيات علم النمسا (الأسود والأصفر) مع علم المجر (الأحمر والأبيض والأخضر)، بينما رفعت السفارات علمي البلدين الوطنيين إلى جانب العلم الإمبراطوري.